# إيكاترينا ماكسيموفا
إيكاترينا ماكسيموفا (بالروسية: Максимова, Екатерина Сергеевна)‏ هي راقصة باليه ومصممة رقص وراقصة وممثلة روسية (وحملت سابقاً جنسية الاتحاد السوفيتي)، ولدت في 1 فبراير 1939 بموسكو في روسيا، وتوفيت بنفس المكان في 28 أبريل 2009 بسبب قصور القلب. بدأت مشوارها المهني سنة 1958، ومن الجوائز التي نالتها جائزة الدولة السوفيتية وفنان الشعب في الاتحاد السوفيتي ووسام الراية الحمراء من حزب العمال ووسام ترتيب الصداقة بين الشعوب ووسام لينين ووسام "من أجل الاستحقاق للوطن" ووسام ريو برانكو وGlinka State Prize of the RSFSR ‏ سنة 1991 والجائزة الحكومية للأخوين فاسيليف لروسيا الاتحادية الاشتراكية السوفيتية ‏ وجائزة لينين كومسومول ‏ وفنان الشعب لجمهورية روسيا السوفيتية الاتحادية الاشتراكية ‏.

## جوائز
- جائزة الدولة السوفيتية
- فنان الشعب في الاتحاد السوفيتي
- وسام الراية الحمراء من حزب العمال
- وسام ترتيب الصداقة بين الشعوب
- وسام لينين
- وسام "من أجل الاستحقاق للوطن"
- وسام ريو برانكو
- Glinka State Prize of the RSFSR [الإنجليزية]‏ (1991)
- الجائزة الحكومية للأخوين فاسيليف لروسيا الاتحادية الاشتراكية السوفيتية [الإنجليزية]‏
- جائزة لينين كومسومول [الإنجليزية]‏
- فنان الشعب لجمهورية روسيا السوفيتية الاتحادية الاشتراكية [الإنجليزية]‏

## وصلات خارجية
- إيكاترينا ماكسيموفا على موقع IMDb (الإنجليزية)
- إيكاترينا ماكسيموفا على موقع قاعدة بيانات الفيلم (الإنجليزية)
- إيكاترينا ماكسيموفا على موقع كينوبويسك (الروسية)